# Шанне, Маргрете
Маргрете София Мари Шанне (дат. Margrethe Schanne; 21 ноября 1921, Копенгаген, Дания — 9 января 2014, там же) — датская артистка балета, солистка Датского королевского балета с 1942 по 1966 год, балетный педагог
, балетмейстер
.

## Биография
С восьми лет училась в Королевской датской балетной школе у В. Боршениус, и X. Ландера, позднее (1946) — в Париже и Лондоне. Дебютировала на сцене в сентября 1939 года. С 1940 года — в труппе Датского королевского балета, с 1942 года — солистка этой труппы.
Выступала также во Франции в труппах — «Балет Елисейских полей» (1946), «Королевский шведский балет» в Стокгольме (1951), «Балет маркиза де Куэваса» (1955) и др. Выступала в балетах балетмейстера Августа Бурнонвиля. Снималась в кино.
В 1966 году в возрасте 45 лет ушла из Датского королевского балета. Несколько лет работала балетмейстером, а также изредка выступала на сцене.
С 1965 по 1986 год руководила собственной балетной школой для девочек в Гладсаксе.
Умерла во сне в Копенгагене.
М. Шанне — танцовщица романтического направления, её танец отличался лёгкостью, воздушностью.

## Избранные партии
- Жизель, Аврора;
- Девушка («Видение розы» на муз. Вебера),
- Тальони и Гран («Па-де-катр» Пуни),
- Пьеретта («Миллионы Арлекина» Дриго),
- «Симфония до-мажор» на муз. Визе, а также в современных датскиъ балетах: Май («Двенадцать пассажиров почтового дилижанса» Рисагера), Девушка («Желание» на муз. Гершвина), «Дама с камелиями» (о. п. Бьерре) и др.

## Награды
- орден Данеброг (1953)
- Датская премия Tagea Brandt Rejselegat (1962).

## Память
- В 1959 году почта Дании эмитировала марку (Mi #374; Yt #382; SG #417), посвящённую Датскому фестивалю балета и музыки, проходившему в Королевском театре Копенгагена с 17 по 31 мая. На марке изображена балерина Маргрете Шанне в сцене из классического балета Августа Бурнонвиля «Сильфида» (1836). Рисунок марки был впоследствии повторён в выпусках, посвящённых фестивалю, проходившему с 15 по 31 мая 1962 года (Sc #401) и с 15 по 31 мая 1965 года (Sc #422).